# Sing Street
Sing Street je hudební dramatický komediální film z roku 2016. Režie a scénáře se ujal John Carney. Ve snímku hrají hlavní role Lucy Boynton, Maria Doyle Kennedy, Jack Reynor, Kelly Thornton a Ferdia Walsh-Peelo. Děj filmu vypráví příběh chlapce, který založí kapelu, aby zaujal dívku.
Film měl premiéru na Filmovém festival Sundance 24. ledna 2016 a do kin byl oficiálně uveden 15. dubna 2016. V České republice film nebyl v kinech promítán.

## Obsazení
| Ferdia Waslh-Peelo  | Conor Lawlor    |
| Lucy Boynton        | Raphina         |
| Jack Reynor         | Brendan Lawlor  |
| Aidan Gillen        | Robert Lawlor   |
| Maria Doyle Kennedy | Penny Lawlor    |
| Kelly Thornton      | Ann Lawlor      |
| Mark McKenna        | Eamon           |
| Ben Carolan         | Darren          |
| Percy Chamburuka    | Ngig            |
| Conor Hamilton      | Larry           |
| Karl Rice           | Garry           |
| Ian Kenny           | Barry           |
| Don Wycherley       | bratr Baxtera   |
| Lydia McGuinness    | slečna Dunneová |

## Produkce
V únoru 2014 bylo oznámeno, že John Carney bude režírovat a napíše scénář k filmu o chlapci, který se rozhodne založit kapelu, aby zaujal dívku. V červenci 2014 bylo oznámeno, že Carney do rolí bude obsazovat nové, neznámé herce. Neznámými herci se stali Ferdia Walsh-Peelo, Ben Carolan, Mark McKenna, Percy Chamburuka, Conor Hamilton, Karl Rice, a Ian Kenny. V září 2014 bylo oznámeno, že Aiden Gillen, Maria Doyle Kennedy a Jack Reynor byly do filmy obsazeny do rolí matky, otce a syna. Natáčení začalo v září 2014 v Dublinu v Irsku.

### Hudba
Převážná většina hudby skupiny „Sing Street“ byla složena skladatelem Gary Clarkem. Adam Levine napsal společně s Carnem a Glenem Hansardem písničku „Go Now“. Soundtrackové album vydala společnost Decca Records 18. března 2016.

## Přijetí

### Recenze
Na recenzní stránce Rotten Tomatoes získal ze 167 započtených recenzí 96 procent s průměrným ratingem 8,1 bodů z deseti. Na serveru Metacritic snímek získal z 37 recenzí 79 bodů ze sta. Na Česko-Slovenské filmové databázi snímek získal 82%.

### Ocenění
| Ocenění                                    | Datum             | Kategorie                                 | Nominovaný                                | Výsledek  |
| ------------------------------------------ | ----------------- | ----------------------------------------- | ----------------------------------------- | --------- |
| Austin Film Critics Association            | 28. prosince 2016 | Nejlepší film                             | Sing Street                               | 10. místo |
| Critics' Choice Awards                     | 11. prosince 2016 | Nejlepší skladba                          | „Drive It Like You Stole It“ – Gary Clark | nominace  |
| Dorian Awards                              | 26. ledna 2017    | Nezpívaný film roku                       | Sing Street                               | nominace  |
| Empire Awards                              | 19. března 2017   | Nejlepší soundtrack                       | Sing Street                               | nominace  |
| Golden Tomato Awards                       | 12. ledna 2017    | Nejlepší film roku 2016 limitovaně vydaný | Sing Street                               | 4. místo  |
| Golden Tomato Awards                       | 12. ledna 2017    | Nejlepší muzikál/hudební film             | Sing Street                               | 2. místo  |
| Houston Film Critics Society               | 6. ledna 2017     | Nejlepší původní skladba                  | „Drive It Like You Stole It“ – Gary Clark | nominace  |
| Irish Film & Television Awards             | 9. dubna 2016     | Nejlepší film                             | Sing Street                               | nominace  |
| Irish Film & Television Awards             | 9. dubna 2016     | Nejlepší režisér                          | John Carney                               | nominace  |
| Irish Film & Television Awards             | 9. dubna 2016     | Nejlepší scénář                           | John Carney                               | nominace  |
| Irish Film & Television Awards             | 9. dubna 2016     | Nejlepší herec ve vedlejší roli           | Jack Reynor                               | vítězství |
| Irish Film & Television Awards             | 9. dubna 2016     | Nejlepší původní skóré                    | Gary Clark a John Carney                  | nominace  |
| Irish Film & Television Awards             | 9. dubna 2016     | Nejlepší zvuk                             | Robert Flanagan                           | nominace  |
| Irish Film & Television Awards             | 9. dubna 2016     | Nejlepší kostýmní design                  | Tiziana Corvisieri                        | nominace  |
| Irish Film & Television Awards             | 9. dubna 2016     | Nejlepší masky                            | Sing Street                               | nominace  |
| London Film Critics' Circle                | 22. ledna 2017    | Britsko-irský film roku                   | Sing Street                               | nominace  |
| London Film Critics' Circle                | 22. ledna 2017    | Mladý britsko-irský herec roku            | Ferdia Walsh-Peelo                        | nominace  |
| London Film Critics' Circle                | 22. ledna 2017    | Technické ocenění                         | John Carney a Gary Clark                  | nominace  |
| National Board of Review                   | 4. ledna 2017     | Nejlepších deset nezávislých filmů        | Sing Street                               | top 10    |
| San Diego Film Critics Society             | 12. prosince 2016 | Nejlepší původní skóré                    | Sing Street                               | vítězství |
| St. Louis Gateway Film Critics Association | 18. prosince 2016 | Nejlepší soundtrack                       | Sing Street                               | vítězství |
| St. Louis Gateway Film Critics Association | 18. prosince 2016 | Nejlepší skladba                          | „Drive It Like You Stole It“ – Gary Clark | nominace  |
| Phoenix Film Critics Society               | 20. prosince 2016 | Nejlepší film                             | Sing Street                               | nominace  |
| Phoenix Film Critics Society               | 20. prosince 2016 | Přehlížený film roku                      | Sing Street                               | vítězství |
| Phoenix Film Critics Society               | 20. prosince 2016 | Nejlepší skladba                          | „Drive It Like You Stole It“ – Gary Clark | nominace  |
| Atlanta Film Critics Society               | 4. prosince 2016  | Nejlepší skladba                          | „Drive It Like You Stole It“ – Gary Clark | vítězství |
| Zlatý glóbus                               | 8. ledna 2017     | Nejlepší film – muzikál nebo komedie      | Sing Street                               | nominace  |